# Scheitern (Misserfolg)
Unter Scheitern versteht man, wenn ein durch eine Handlung intendiertes Ziel endgültig nicht erreicht wird, wenn also etwas misslingt und nicht den erwünschten, angestrebten Erfolg hat.
Dafür gibt es zahlreiche bedeutungsähnliche Verben, beispielsweise versagen, straucheln, sich nicht durchsetzen, stranden und zu Fall kommen. Das Wort stammt aus dem 17. Jahrhundert; es bildete sich aus dem Substantiv Scheiter (von Scheit und (Holz-)Scheit, in Stücke gehen), was wiederum auf Wendungen wie zu Scheitern gehen (in Trümmer auseinanderbrechen) aus dem 16. Jahrhundert zurückgeht. In ähnlicher Weise bezeichnet Scheitern immer noch, allerdings veraltend, bei Schiffen das Zerschellen und in Teile Zerbrechen nach dem Zusammenstoßen mit einem Hindernis. Scheitern ist also – anders als bei den bedeutungsähnlichen Verben – nicht rückgängig zu machen.

## Beispiele
Scheitern kann jemand in sehr unterschiedlichen Zusammenhängen, so mit seinen Ideen und Plänen, mit einer Klage vor Gericht, bei einer Abstimmung, bei der Flucht und bei einem Wettkampf. Auch Konferenzen, Experimente, Operationen, Reformen, Karrieren und menschliche Beziehungen scheitern. Es kann ferner etwas als gescheitert erklärt werden, etwa Verhandlungen.
Meist wird das Wort in eher oder deutlich negativer Konnotation verwendet, d. h. als Vorhalt und Vorwurf, dass etwas oder jemand keinen Erfolg hatte. Dabei ist zu beachten, dass in der Regel nur der scheitern kann, der aktiv wird und etwas – oft aus guten Gründen – versucht. Ohne solche Versuche gäbe es Stillstand. Aus einem Scheitern kann aber ein Erfolg werden, meist durch eine neue Anlage und durch veränderte Strategien.
Die Literatur zum Thema befasst sich für sehr unterschiedliche Gebiete (u. a. Wirtschaft, Wissenschaft, Politik, Medizin, menschliche Beziehungen) in erster Linie mit den Ursachen des Scheiterns (etwa mangelnde Erfahrung, Zeitdruck, Reibungsverluste, unzureichende Abstimmung, geringe Kommunikation und Kreativität, Ungeduld) und mit den Möglichkeiten, aus Fehlern etwas zu lernen und zu Erfolgen zu kommen.

## Museum
In Los Angeles und auch im schwedischen Helsingborg existiert ein „Museum des Scheiterns“. Das schwedische Museum zeigt rund 70 missratene und nicht erfolgreiche Erfindungen.